# Mirabella Imbaccari

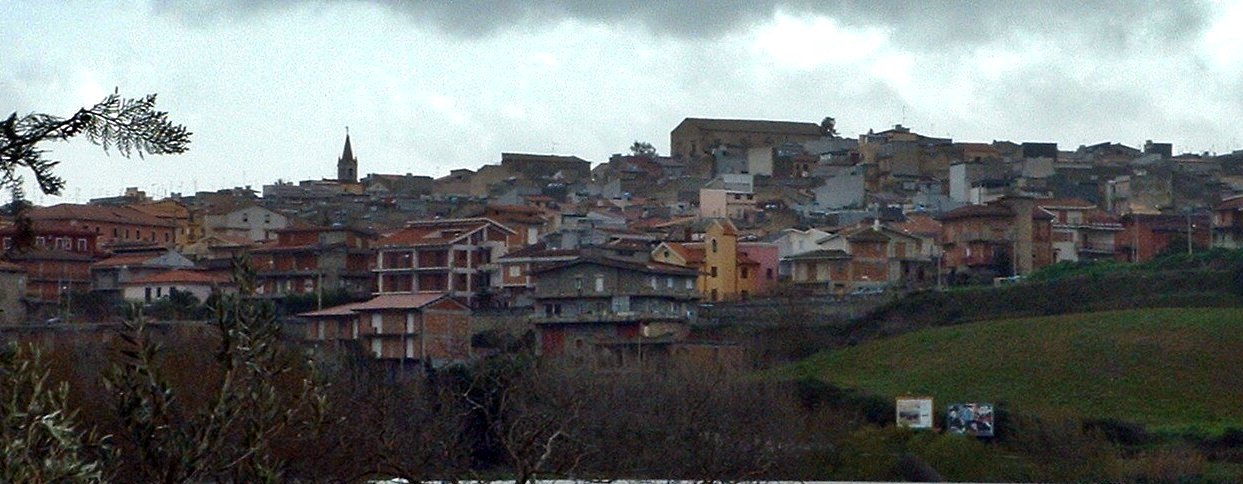
Mirabella Imbaccari

Mirabella Imbaccari is een gemeente in de Italiaanse provincie Catania (regio Sicilië) en telt 6602 inwoners (31-12-2004). De oppervlakte bedraagt 15,4 km², de bevolkingsdichtheid is 429 inwoners per km².

## Geografie
De gemeente ligt op ongeveer 518 m boven zeeniveau.
Mirabella Imbaccari grenst aan de volgende gemeenten: Caltagirone, Piazza Armerina (EN).